# Julien Turgan

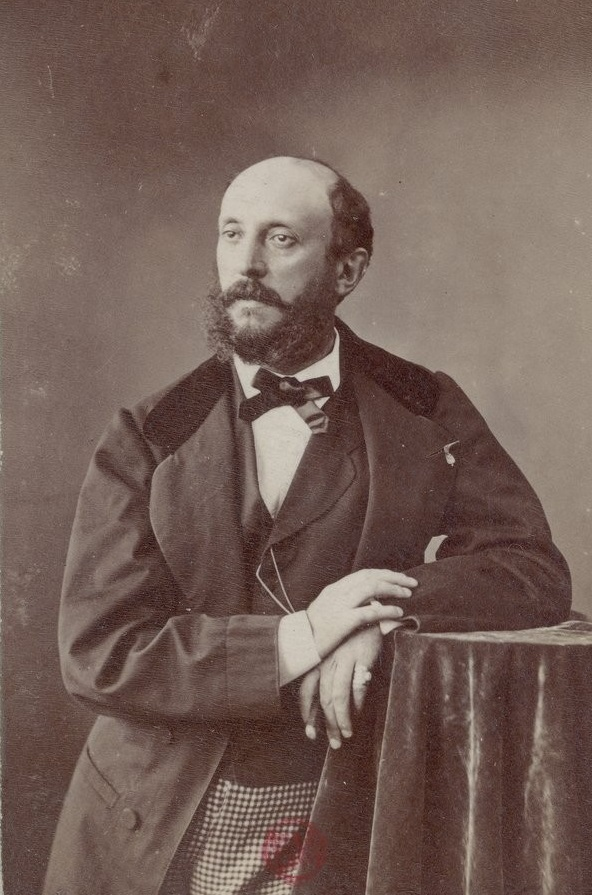

François Julien Turgan (Parijs, 8 februari 1824 - Tours, 16 februari 1887) was een Franse arts en wetenschapsjournalist. Hij was belangrijk voor de vulgarisering van de wetenschap in Frankrijk in de tweede helft van de 19e eeuw.
Hij studeerde geneeskunde en was als arts actief tijdens de cholera-epidemie van 1848, waarvoor hij een onderscheiding van de regering kreeg.
In 1849 begon hij te schrijven voor het tijdschrift L'Evénement over nieuwe, wetenschappelijke ontwikkelingen, en later voor het blad Bien-être universel van Girardin. Hij was de stichter van de publicatie La fabrique, la ferme et l'atelier. Met M. Dalloz was hij directeur van de Moniteur universel. Als medewerker van La France was hij een van de pleitbezorgers voor de organisatie van een wereldtentoonstelling in Parijs. Hij was redacteur van het geïllustreerd, populair-wetenschappelijk naslagwerk in twaalf delen Les grandes usines de France. Hij schreef ook een werk over L'artillerie moderne.